# Jetsons: The Computer Game
Jetsons: The Computer Game, presentato a video anche come The Jetsons, è un videogioco di avventura dinamica tratto dalla serie animata I pronipoti, pubblicato nel 1992 per i computer Amiga, Amstrad CPC, Atari ST, Commodore 64, MS-DOS e ZX Spectrum dalla britannica Hi-Tec Software.

## Modalità di gioco
Il gioco è costituito da quattro livelli, di due parti ciascuno, e in ogni livello si controlla un diverso componente della famiglia Jetson, con tre vite complessive.
La prima parte di ogni livello è una tipica avventura dinamica, dove il personaggio si muove a piedi in un labirinto di numerose stanze con visuale isometrica laterale, collegate da porte, ascensori e passaggi vari. Ci sono pericoli da evitare, pulsanti da premere e oggetti da raccogliere e utilizzare dove opportuno per superare i vari ostacoli, con un obiettivo finale diverso in ogni livello e un limite di tempo.
La seconda parte di ogni livello consiste invece nel guidare la jet-auto in un percorso a ostacoli nello spazio, con visuale dall'alto e scorrimento verticale in entrambi i versi. Il percorso va completato entro un limite di tempo, ma evitando di superare i limiti di velocità altrimenti si viene fermati dalla polizia. Lungo la strada, oltre a molti ostacoli, si incontrano bonus da raccogliere e buchi neri che possono trasferire la jet-auto in punti lontani.
I quattro personaggi e i relativi obiettivi nella parte di avventura sono, nell'ordine:
1. George - fuggire dalla fabbrica di Mr. Spacely
2. Jane - cacciare un ladro d'appartamento che si è introdotto in casa Jetson
3. Judy - raccogliere dei cuoricini sparsi per il centro divertimenti dove si sta esibendo il suo cantante preferito, per ottenere un bacio da lui
4. Elroy - fuggire dalla scuola dove è stato trattenuto in punizione